# 18-й пехотный полк (Япония)
18-й пехотный полк (яп. 歩兵第18連隊 Хохэй дай-дзю:-хати рэнтай) — пехотный полк императорской армии Японии, существовавший с 1884 по 1944 годы. Позывной — Гром-3219 (яп. 雷3219 Каминари-сан-ни-ити-кю). Полк образован в 1884 году в городе Тоёхаси как часть гарнизона Нагои. Большая часть солдат полка — уроженцы провинции Микава в префектуре Айти.
Полк принял участие в японо-китайской войне в 1894 году, в 1904 году участвовал в нескольких сражениях русско-японской войны. С 1928 по 1936 годы находился в Китае на гарнизонной службе, участвовал в двух военных операциях. В начале второй японо-китайской войны летом 1937 года 18-й полк участвовал во втором Шанхайском сражении и в кампаниях в Центральном Китае. В 1944 году отправлен в составе 29-й японской дивизии на Тихоокеанский театр военных действий. На пути к Сайпану транспорт «Сакито-Мару» был торпедирован и затонул, погибло свыше половины личного состава полка. Выживших отправили в Сайпан, большую часть затем был решено перевести на Гуам для подготовки к отражению американского десанта. Бойцы 18-го полка участвовали в боях за Сайпан и Гуам. Почти весь личный состав полка был уничтожен: немногие пережили банзай-атаки и скрылись в джунглях.
В декабре 1945 года, спустя три месяца после окончательного завершения Второй мировой войны, оккупационным властям союзников сдался капитан Сакаэ Оба, который возглавил отряд выживших солдат и скрывался в джунглях Сайпана.

## Ранняя история
15 августа 1884 года были образованы три батальона 18-го пехотного полка Императорской армии Японии. К 1886 году полк был переведён в Тоёхаси, поэтому большинство его рекрутов были уроженцами провинции Микава, на востоке префектуры Айти. В мае 1888 года была создана 3-я дивизия, в состав которой и вошёл 18-й полк. В 1894 году полк принял участие в первой японо-китайской войне. В 1904 году полк участвовал в нескольких сражениях русско-японской войны у Цзиньчжоу, у Вафангоу, у Дашицяо и на реке Шахе. В 1907 году его перевели в 15-ю дивизию, которую расформировал в 1925 году военный министр Угаки Кадзусигэ, после чего полк вернулся обратно в 3-ю дивизию. В мае 1928 года полк стал участником Цзинаньского инцидента, после чего продолжил гарнизонную службу в Тяньцзине. В феврале 1933 года участвовал в операции «Нэкка», что привело к образованию прояпонского марионеточного государства Маньчжоу-го. В 1934 году полк начал там гарнизонную службу, вернувшись в Тоёхаси в 1936 году.

## Вторая японо-китайская война

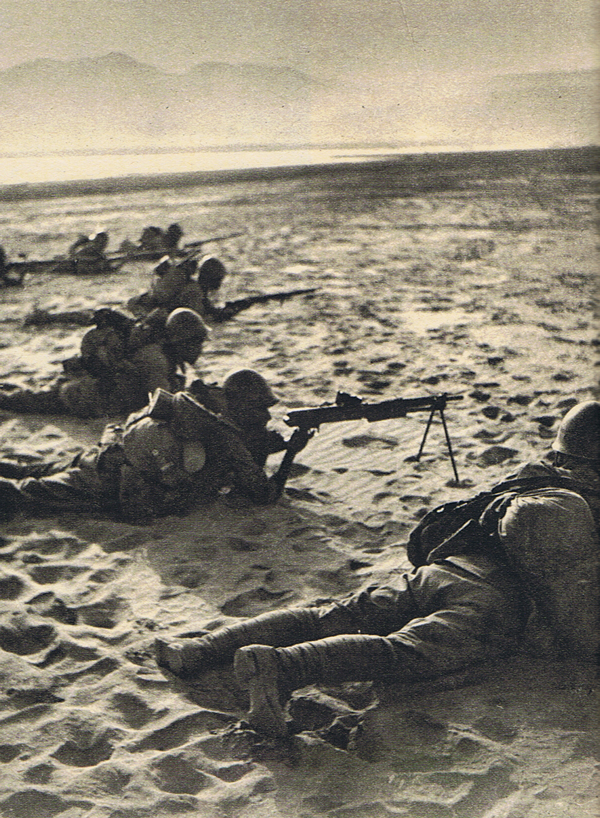
Солдаты 18-го пехотного полка во время битвы за Ичан, 1940 год

Инцидент на мосту Лугоу положил начало второй японо-китайской войне, и 18-й пехотный полк был мобилизован в августе 1937 года. Полк участвовал во втором Шанхайском сражении, а также помогал японским войскам в битве за Нанкин. В начале декабря полк форсировал реку Янцзы на полпути из Шанхая в Нанкин и организовал атаку со стороны Цзянъиня на южном побережье на город Цзинцзян на противоположном побережье, заняв оба города к 9 марта 1938 года. В мае 1938 года полк участвовал в битве за Сюйчжоу, а в том же году в боях за Ханькоу (сражение при Ухане).
В 1939 году 18-й полк сражался на реке Сянцзян во время первой Чаншайской операции. В 1940 году он участвовал в боях за Ичан и в операции на реке Хань в провинции Хубэй. В июле 1942 года командование полка было направлено в 29-ю дивизию Императорской армии Японии, а полк получил приказ нести гарнизонную службу в округе Хайчэн (ныне городской уезд Хайчэн городского округа Аньшань, провинция Ляонин). К началу 1944 года большая часть Северного Китая контролировалась японцами, поэтому многие части перебрасывались на острова Тихого океана для защиты гигантской линии оборонительных позиций. К февралю 1944 года 29-я дивизия, куда входили 18-й, 38-й и 50-й пехотные полки, приготовилась к переброске на Тихоокеанский театр военных действий.

## Тихоокеанский театр военных действий
18-й пехотный полк отправился из Маньчжурии в Корею, отплыв на четырёх транспортах из Пусана. Конвой сопровождали три эсминца типа «Югумо» из 31-го дивизиона эсминцев: «Асасимо», «Кисинами» и «Окинами». Они первыми отправились к острову Сайпан. 29 февраля 1944 года транспортное судно «Сакито-Мару» было торпедировано американской подводной лодкой «Траут» к северо-востоку от острова и затонуло, унеся жизни 2200 человек из 3500 находившихся на борту. Среди погибших был командир полка, полковник Момма Кэнтаро. Полк также недосчитался нескольких танков и значительной части снаряжения. Эсминцы потопили подводную лодку глубинными бомбами и подняли выживших: на Сайпан прибыло около 1800 человек личного состава полка.

### Сайпан
После реорганизации два батальона 18-го полка прибыли в мае 1944 года на Гуам, однако около 600 человек 1-го батальона остались на острове Сайпан под командованием капитана Масао Кубо и примкнули к гарнизону острова. В июне — июле 1944 года во время сражения за Сайпан почти весь личный состав гарнизона погиб. После сражения капитан Сакаэ Оба принял командование над уцелевшими солдатами, моряками и гражданскими лицами — всего 300 человек, которые укрылись в пещерах и джунглях. Их не захватили в плен моряки ВМС США, несмотря на многочисленные рейды, однако 1 декабря 1945 года капитан Оба сдался союзникам.

### Гуам

Карта битвы за Гуам

В марте 1944 года командир 29-й дивизии генерал-лейтенант Такэси Такасина прибыл на Гуам и принял командование всеми воинскими формированиями, участвовавшими в обороне острова. Во время подготовки к возможному десанту американцев главные силы 18-го полка укрепились на горе: по одной роте было отправлено для охраны возможных плацдармов для высадки, чтобы следовать оборонительной стратегии. 21 июля 1944 года американцы начали высадку и захватили два пляжа к ночи силами Корпуса морской пехоты и сухопутных войск, несмотря на ожесточённое сопротивление японских войск. Американцы дошли до полуострова Ороте, хотя японцы предпринимали контратаки, обстреливая американцев из артиллерии (в том числе миномётной) и пулемётов.
24 июля в штаб японских войск на Гуаме пришла телеграмма из Токио: «Защищайте Гуам любой ценой». Генерал Такасина разработал план разоружения 3-й дивизии корпуса морской пехоты США, которая заняла высоты на Асане в северной части полуострова Ороте. Такасина собирался атаковать одновременно с японскими частями, которые были заблокированы на полуострове. 18-й полк, разделённый на три батальона, составлял главные атакующие силы. Два батальона должны были напасть на 21-й полк КМП, а третий батальон заходил во фланг 9-му полку. Целью было создать брешь шириной 731 м между двумя полками, прорваться сквозь американские линии обороны и выйти на высоты. Другие войска должны были атаковать морскую пехоту или вырваться на пляжи, чтобы заложить там взрывчатку и взорвать все боеприпасы или средства снабжения, которые оставили американцы.
Ночью 25 июля японцы провели ритуальное сожжение знамён 18-го пехотного полка по приказу командира дивизии, что означало полную готовность полка погибнуть, но выполнить задачу.

#### 1-й батальон
1-й батальон 18-го полка после полуночи напал на позиции 22-го полка КМП. Участники сражения рассказывали, что японцы предприняли банзай-атаку, несясь на американцев с винтовками и офицерскими мечами, хотя у кого-то были ножи, вилы или штыки, привинченные к длинным палкам и схожие с копьями. Батальон, попав на открытую местность, попал под плотный огонь американской артиллерии, миномётов и пулемётов, пока не вынужден был отступить в болота. Артиллерия продолжила обстреливать болото, обескуражив японцев и не дав им предпринять дальнейшие атаки.

#### 2-й батальон
Главная атака 18-го пехотного полка была предпринята в ночь на 26 июля в 3 часа утра силами 2-го батальона под командованием майора Маурямы Тюсы. Батальон напал на центральные позиции 21-го полка КМП США, где завязались самые ожесточённые бои врукопашную, и шёл вперёд, несмотря на пулемётный и артиллерийский огонь американцев. Пытаясь прорвать оборонительные позиции, войска Маруямы выбрались на тропу, которая вела к пляжу, но американцы предусмотрели даже этот вариант, расположив там несколько танков «Шерман». У японцев не было противотанкового оружия, поэтому повредить хотя бы одну машину они не смогли, и им пришлось двигаться дальше. Те, кто не добрался до тропы, перегруппировались и предприняли ещё одну атаку, продолжив сражаться против американцев врукопашную, пока не был перебит почти весь батальон.

#### 3-й батальон
3-й батальон 18-го пехотного полка под командованием майора Юкиоки Сэцуо сумел проделать брешь в обороне между позициями 9-го и 21-го полков и пробрался к штабу Корпуса морской пехоты у пляжа. Японцы были близки к тому, чтобы взять штаб американцев, но отчаянное сопротивление Корпуса морской пехоты, поддержанное артиллерией и миномётами, сбило атакующий порыв японцев. Кто-то из 3-го батальона решился напасть на штаб, но повара, врачи, служащие и раненые бросились защищать штаб, пока к ним не подоспели инженеры и сапёры. Контратака инженеров оказалась успешной, и почти все атакующие были убиты или ранены. Многие бежали в долину реки Нидуал, однако американцы продолжили их преследование. В течение следующего дня приходили сообщения о том, что многие солдаты совершили странное ритуальное самоубийство: японский солдат, которому отрезались все пути к выходу и которого собирался взять в плен американец, выдёргивал чеку гранаты, клал её на голову, затем надевал шлем поверх гранаты и ждал неминуемого взрыва.

### Расформирование
К утру 26 июля стало ясно, что японская атака провалилась, а войска не покинули полуостров Ороте. Генерал Такасина понял, что Гуам не удастся отбить из-за колоссальных потерь личного и командного состава, нехватки оружия и падения боевого духа. Он приказал немедленно отойти войскам в глубину острова для перегруппировки и начала ведения партизанской войны, чтобы нанести американцам в тылу максимально возможный ущерб. В ходе минувшей атаки погиб почти весь личный состав полка, в том числе его командир полковник Хикосиро Охаси. К концу 26 июля 1944 года 18-й пехотный полк прекратил своё существование.

## Память
В городском парке Тоёхаси установлен мемориал солдатам 18-го пехотного полка. Аналогичные памятники есть на островах Гуам и Сайпан, которые были построены на средства ассоциации ветеранов полка.